# Yasushi Nirasawa
Yasushi Nirasawa (韮沢 靖, Nirasawa Yasushi, 26 août 1963 – 2 février 2016) était un illustrateur, concepteur de personnage, et maquettiste japonais né à Tochio, préfecture de Niigata. Il est bien connu pour les dessins de caractères dans la série Kamen Rider Kamen Rider Blade, Kamen Rider Kabuto, et Kamen Rider Den-O et les créatures dans la série Garo.
Il est mort en raison d'une insuffisance rénale le 2 février 2016 à l'âge de 52 ans.

## Travaux
- A-Rank Thunder Tanjōhen (Art de couverture)
- Beast Wrestler (Art de couverture)
- SoulCalibur (Art conceptuel)
- BlowOut (Art conceptuel)
- Space Truckers (Art conceptuel)
- Vampire Hunter D: Bloodlust (Conception ensemble)
- Final Fantasy : Les Créatures de l'esprit (Conception de fantôme)
- Guilstien
- Kamen Rider Blade (Conception Undead)
- Godzilla: Final Wars (Conception Gigan et Xilien)
- The Great Yokai War
- Série Garo, le chevalier d'or (Conception de créature)
- Kamen Rider Kabuto (Conception Worm)
- Kamen Rider Den-O (Conception Imagin)
- Kamen Rider Decade (Conception de créature)
- Kamen Rider G (Conception de créature)
- Kaizoku Sentai Gokaiger (Conception de créature)
- Iron Man : L'Attaque des technovores (Conception Technovore)
- Monster Hunter : Frontier G (Conception d'armure Genome et Divol)
- Shin Megami Tensei IV (Conception de créature)